# Chthonius spingolus
Chthonius spingolus är en spindeldjursart som först beskrevs av R. O. Schuster 1962.  Chthonius spingolus ingår i släktet Chthonius och familjen käkklokrypare. Inga underarter finns listade i Catalogue of Life.